# 중명리 정사도 유허비
중명리 정사도 유허비는 대한민국 경상북도 포항시 연일읍에 있다. 2016년 9월 5일 포항시의 향토문화유산(유형) 제2016-04호로 지정되었다.

## 개요
중명리 정사도 유허비는 고려 공민왕 당시 이곳에서 많은 제자를 길렀던 정사도 선생을 기리는 비석이다. 정사도의 본관은 영일, 호는 설곡이다. 후손 정성검이 찬한 '문정공설곡정선생유허비중수기'에 의하면 정사도는 유허비가 세워진 원촌리(현 중명리)에서 태어났으며 관직에서 물러난 후에는 고향인 이곳에서 생을 마감하였다고 한다.
정사도는 오천서원에 배향된 인물이다.

## 정사도
정사도(鄭思道, 1318~1379)는 고려 후기의 문신이다. 1361년(공민왕 10) 홍건적이 침입하였을 때 전직 밀직제학으로서 김규(金㺩)와 함께 절령책(岊嶺柵)을 지키는 임무를 부여받았으나 적의 공격을 받아 후퇴하였다.
1365년에는 경상도순문사에 임명되어 합포(合浦 : 마산)에 있었는데, 마침 최영(崔瑩)이 신돈(辛旽)의 참소를 입고 동서강도지휘사(東西江都指揮使)에서 계림윤(鷄林尹)으로 전보되어 경주에 오게 되자, 왕의 조처에 불만을 가진 신돈이 다시 일을 꾸며 보고하고 그의 당류(黨類) 이득림(李得霖)을 경주에 보내어 최영을 사죄(死罪)로 엮어 죽이려고 하자, 이에 죽음을 무릅쓰고 반대하다가 파면되었다.
그 뒤 1368년에는 왕이 왕륜사(王輪寺)에 있는 노국대장공주(魯國大長公主)의 영전(影殿)이 협소하다고 하여 마암(馬巖)으로 옮겨 짓게 하자 첨서밀직(僉書密直)으로서 첨의시중(僉議侍中) 유탁(柳濯), 동지밀직(同知密直) 안극인(安克仁)과 함께 백성을 괴롭히고 재물을 낭비한다는 이유로 영전의 역사를 중지할 것을 건의하다가 왕의 비위를 건드려 감옥에 일시 갇혔다가 곧 석방되었다.
1371년에는 지밀직사사(知密直司事)로 승진되어 명나라에 하정사(賀正使)로 갔다왔으며, 1375년(우왕 1)에는 당시의 권신 이인임(李仁任)을 죽이려 하였다고 의심받아 정몽주(鄭夢周)·김구용(金九容)·이숭인(李崇仁)·임효선(林孝先)·염정수(廉廷秀)·염흥방(廉興邦)·박형(朴形)·이성림(李成林)·윤호(尹虎)·최을의(崔乙義)·조문신(趙文信) 등과 함께 유배되었다.

## 같이 보기
- 오천서원